# Kyrkheddinge
Kyrkheddinge è un'area urbana della Svezia situata nel comune di Staffanstorp, contea di Scania.
La popolazione rilevata nel censimento 2010 era di 276 abitanti .